# 용곡서원
용곡서원(龍谷書院)은 평양시 만경대구역 용봉리에 있는 조선시대의 서원이다.
조선민주주의인민공화국의 문화유물 제14호이며 조선 후기의 학자인 돈암 선우협(鮮于浹)을 추모하고 후학을 양성하기 위한 목적으로 설립되었다.